# Гуцулка Ксеня (фільм, 2019)
«Гуцулка Ксеня» — український фільм-мюзикл 2019 року режисерки Олени Дем'яненко, знятий за мотивами однойменної оперети Ярослава Барнича.
Фільм вийшов в широкий український прокат 7 березня 2019 року. Телевізійна прем'єра відбулася 3 травня 2020 року на телеканалі «1+1». З 19 вересня 2024 року відбувається всеукраїнський ре-реліз фільму – повторний вихід стрічки у прокат 14 містами країни.

## Синопсис
1939 рік. До анексії західноукраїнських земель Радянським Союзом залишається кілька тижнів. У Ворохту приїздить американець українського походження Яро (Максим Лозинський), щоб одружитися з українкою. Тільки за цієї умови він успадкує великі статки батька. Яро знайомиться з гуцулкою Ксенею (Варвара Лущик), яка змінює його плани.

## У ролях
| Актор                        | Роль                                                   |
| ---------------------------- | ------------------------------------------------------ |
| Максим Лозинський            | Яро                                                    |
| Варвара Лущик                | Ксеня                                                  |
| Ігор Цішкевич                | Майк                                                   |
| Катерина Молчанова           | Мері                                                   |
| Олів'є Бонжюр                | професор                                               |
| Олег Стефан                  | Іван Синиця, власник і директор готелю «Оселя Говерла» |
| Тетяна Печенкіна             | Гелен                                                  |
| Марічка Штирбулова           | Зузя                                                   |
| Вікторія Янчук               | Маруся                                                 |
| Марія Чуприненко             | Дануся                                                 |
| Віталій Ажнов                | Юро                                                    |
| Христина Федорак             | Марічка                                                |
| Юрій Радковський             | Семен                                                  |
| Олександра Коваленко         | епізодична роль                                        |
| Наталка Кобізька             | Гануся                                                 |
| Вячеслав Гринченко           | Епізодична роль, постановник танго                     |
| Фрік-кабаре «Dakh Daughters» | камео                                                  |
| Гурт «ДахаБраха»             | камео                                                  |

## Творча група
- Сценарій — Олена Дем'яненко (за мотивами одноіменної оперети Ярослава Барнича)
- Музика — Ярослав Барнич, Тимур Полянський та фрік-кабаре «Dakh Daughters»
- Постановник танго — Вячеслав Гринченко
- Режисер-постановник — Олена Дем'яненко
- Оператор-постановник — Дмитро Яшенков
- Художник-постановник — Юрій Ларіонов
- Художник з костюмів — Надія Кудрявцева
- Художник-гример — Віталій Скопелідіс
- Монтаж — Ігор Рак
- Звукорежисер — Артем Мостовий
- Виконавчий продюсер — Євгенія Раух
- Продюсери — Олена Дем'яненко та Дмитро Томашпольський

## Виробництво
Кошторис
Гуцулка Ксеня став одним із переможців Дев'ятого конкурсного відбору Держкіно. Частка фінансування Держкіно — ₴23,9 млн від загального кошториса у ₴47,8 млн.
Фільмування
Павільйонні зйомки відбувалися на Київській кіностудії імені Довженка на спеціально збудованих для фільму 15-ти об'єктах. Натурні зйомки для фільму відбувались у Карпатах та у Житомирській області.
Саундтрек
Тексти пісень та музику для саундтреку фільму написав та виконав київський музичний гурт «Dakh Daughters» та інші виконавці.

## Реліз
Фільм вийшов в широкий український прокат 7 березня 2019 року, дистирб'ютор — B&H. Фільм вийшов на VOD-платформі Takflix 27 лютого 2020 року.
Стрічка отримала схвальні відгуки від українських кінокритиків.
Нагороди
1 липня 2019 року фільм отримав Гран-прі фестивалю «Mt. Fuji — Atami International Film & VR Festival», який проходить у Японії.
На IV кінопремії «Золота Дзиґа», що відбулася 3 травня 2020 року в режимі онлайн-шоу, фільм був представлений у дев'яти номінаціях (поділивши 2-3 місце зі стрічкою «Мої думки тихі» та пропустивши вперед фільм «Додому» — 11 номінацій). Отримав перемогу у двох номінаціях — «Премія «Золота дзиґа» найкращому композиторові» (Тимур Полянський, Фрік-кабаре «Dakh Daughters») і «Найкраща пісня» («Мавка-Русалка», фрік-кабаре «Dakh Daughters»).